# Paradox Interactive
Paradox Interactive AB (förkortat PDX) är en svensk börsnoterad spelutvecklare och förläggare i Stockholm, grundad 1998. Företaget är känt för att förlägga historiska strategispel, bland annat spelserierna Europa Universalis och Hearts of Iron. Utöver strategispel utvecklar och förlägger Paradox även andra genrer, exempelvis managementspel som Cities: Skylines.  Bolaget jobbar både med externa spelutvecklare samt helägda dotterbolag. Försäljningen av spel sker främst genom digitala distributionskanaler som Steam. Paradox Interactive är listat på Nasdaq First North.

## Historia
Vid Target Games rekonstruktion 1999 döptes dotterbolaget Target Interactive om till Paradox Entertainment. Detta nya företag tog över rättigheterna till Target Games alla produkter och varumärken, inte bara dess datorspel utan även andra produkter. I december 2004 såldes hela datorspelsavdelningen till företagets VD Theodore Bergqvist och bolaget Paradox Interactive bildades.
Under hösten 2012 tillkännagav Paradox Interactive att man öppnat en ny spelstudio, Paradox South i Skövde i samråd med Gothia Science Park. Under våren 2014 öppnades Paradox Arctic i Umeå.
Den 29 oktober 2015 meddelar Paradox Interactive att de köpt rollspelsföretaget White Wolf Publishing, som bland annat ger ut Vampire the Masquerade, från CCP Games. Tobias Sjögren, Paradox Interactives tidigare försäljningschef, blir VD för dotterbolaget.
Den 31 maj 2016 noterades Paradox Interactive på Nasdaq First North.
2017 öppnas Paradox Thalassic i Malmö.
2017 köper Paradox Interactive den nederländska spelutvecklaren Triumph Studios, skaparna av spelserierna Age of Wonders och Overlord.
Paradox Interactive köper 33 % andel i spelutvecklaren Hardsuit Labs, skaparna bakom Blacklight: Retribution, för 2 miljoner dollar i januari 2018. Senare samma år köper bolaget Harebrained Schemes, kända för spelserien Shadowrun Returns och BattleTech, för 7,5 miljoner dollar och en rörlig prestationsdel.
I augusti 2018 avgår dåvarande VD Fredrik Wester och ersätts av styrelseledamoten Ebba Ljungerud. Wester fortsatte som styrelseordförande och skulle genom detta få mer tid att utforska tillväxtmöjligheter medan Ljungerud kunde fokusera på driften av bolaget som vid tillfället vuxit till 300 anställda.
November 2018 upphörde White Wolf att existera som en separat entitet och införlivades i Paradox Interactive.
2019 öppnades Paradox Tectonic i Berkeley, Kalifornien.
2020 öppnades Paradox Tinto i Barcelona. Bolaget skulle överse vidareutvecklingen av Europa Universalis IV och sedan utveckla nya titlar i serien. Man förvärvar även den franska mobilspelsutvecklaren Playrion, kända för spelet Airlines Manager, och den finska spelutvecklaren Iceflake Studios som utvecklat Surviving the Aftermath. I juni samma år tecknar Paradox Interactive ett kollektivavtal med Unionen och Saco.
Den 1 september 2021 lämnade Ljungerud VD-posten på grund av "meningsskiljaktigheter angående företagets framtida strategi". Fredrik Wester blir åter VD för bolaget. Vice styrelseordförande Håkan Sjunnesson tar över ordförandeposten.

## Dotterbolag
| Namn                       | Plats     | Grundat eller förvärvat | Ref.   |
| -------------------------- | --------- | ----------------------- | ------ |
| Paradox Development Studio | Stockholm | Grundat: 12 maj 1995    |        |
| Triumph Studios            | Delft     | Förvärvat: 12 maj 2017  | [ 21 ] |
| Paradox Tinto              | Barcelona | Grundat: 12 maj 2020    | [ 15 ] |
| Playrion Game Studio       | Paris     | Förvärvat: 12 maj 2020  | [ 22 ] |
| Iceflake Studios           | Tampere   | Förvärvat: 12 maj 2020  | [ 23 ] |
| Haemimont Games            | Sofia     | Förvärvat: 2025         | [ 24 ] |

### Tidigare
| Namn                  | Plats     | Grundat eller förvärvat | Avvecklat   | Ref.          |
| --------------------- | --------- | ----------------------- | ----------- | ------------- |
| Paradox South         | Skövde    | 2012                    | 2016        | [ 25 ] [ 26 ] |
| Paradox Arctic        | Umeå      | 2014                    | 2023        | [ 27 ]        |
| White Wolf Publishing | Stockholm | 2015 (förvärvat)        | 2018        | [ 5 ] [ 13 ]  |
| Paradox Thalassic     | Malmö     | 2017                    | 2023        | [ 27 ]        |
| Harebrained Schemes   | Seattle   | 2018 (förvärvat)        | 2024 (sålt) | [ 28 ]        |
| Paradox Tectonic      | Berkeley  | 2019                    | 2024        | [ 29 ]        |

## Ludografi
Paradox Interactive har gett ut datorspel utvecklade både av sina dotterbolag och av externa bolag. Expansionspaket och nedladdningsbart innehåll är inte medtaget i listan.
| Titel                                        | År      | Utvecklare                                        | Plattformar                                   |
| -------------------------------------------- | ------- | ------------------------------------------------- | --------------------------------------------- |
| Achtung Panzer: Kharkov 1943                 | 2010    | Graviteam                                         | Windows                                       |
| Age of Wonders: Planetfall                   | 2019    | Triumph Studios                                   | Windows, Linux                                |
| Airfix Dogfighter                            | 2000    | Unique Development Studios, Paradox Entertainment | Windows                                       |
| Ageod's American Civil War                   | 2007    | AGEOD                                             | Windows                                       |
| Ancient Space                                | 2014    | CreativeForge Games                               | Windows, OS X                                 |
| Arsenal of Democracy                         | 2010    | BL-Logic                                          | Windows                                       |
| BattleTech                                   | 2018    | Harebrained Schemes                               | Windows, OS X, Linux                          |
| Birth of America                             | 2006    | AGEOD, SEP BOA                                    | Windows                                       |
| Birth of America II: Wars in America         | 2007    | AGEOD, SEP BOA                                    | Windows                                       |
| Chariots of War                              | 2003    | Slitherine Software, Paradox Development Studio   | Windows                                       |
| Cities in Motion                             | 2011    | Colossal Order                                    | Windows, OS X, Linux                          |
| Cities in Motion 2                           | 2013    | Colossal Order                                    | Windows, OS X, Linux                          |
| Cities: Skylines                             | 2015    | Colossal Order                                    | Windows, OS X, Linux, PlayStation 4, Xbox One |
| City Life 2008 Edition                       | 2008    | Monte Cristo                                      | Windows                                       |
| Combat Mission: Shock Force                  | 2007    | Battlefront.com                                   | Windows                                       |
| Commander: Conquest of the Americas          | 2010    | Nitro Games                                       | Windows                                       |
| Crusader Kings                               | 2004    | Paradox Development Studio                        | Windows                                       |
| Crusader Kings II                            | 2012    | Paradox Development Studio                        | Windows, OS X, Linux                          |
| Crusader Kings III                           | 2020    | Paradox Development Studio                        | Windows, OS X, Linux                          |
| Crusaders: Thy Kingdom Come                  | 2008    | NeocoreGames                                      | Windows                                       |
| Dark Horizon                                 | 2008    | Quazar Studio                                     | Windows                                       |
| Darkest Hour                                 | 2011    | Darkest Hour Team                                 | Windows                                       |
| Defenders of Ardania                         | 2012    | Most Wanted Entertainment                         | Windows                                       |
| Diplomacy                                    | 2005    | Allan B. Calhamer                                 | Windows                                       |
| Dragonfire: The Well of Souls                | 2000    | ComputerHouse GBG AB, Target Games Interactive AB | Windows                                       |
| Dreamlords                                   | 2011    | LockPick Entertainment                            | Windows                                       |
| Dungeonland                                  | 2013    | Critical Studio                                   | Windows                                       |
| East India spelföretag                       | 2009    | Nitro Games                                       | Windows                                       |
| East India spelföretag: Battle of Trafalgar  | 2009    | Nitro Games                                       | Windows                                       |
| East India spelföretag: Privateer            | 2009    | Nitro Games                                       | Windows                                       |
| East vs. West – A Hearts of Iron Game        | Nedlagt | BL-Logic                                          | Windows                                       |
| Elven Legacy                                 | 2009    | 1C spelföretag                                    | Windows                                       |
| Europa Universalis                           | 2000    | Paradox Development Studio                        | Windows                                       |
| Europa Universalis II                        | 2001    | Paradox Development Studio                        | Windows                                       |
| Europa Universalis III                       | 2007    | Paradox Development Studio                        | Windows                                       |
| Europa Universalis IV                        | 2013    | Paradox Development Studio                        | Windows, OS X, Linux                          |
| Europa Universalis: Crown of the North       | 2003    | Paradox Development Studio                        | Windows                                       |
| Europa Universalis: Rome                     | 2008    | Paradox Development Studio                        | Windows                                       |
| Europa Universalis: Vae Victis               | 2008    | Paradox Development Studio                        | Windows                                       |
| For the Glory                                | 2009    | Crystal Empire Games                              | Windows                                       |
| Fort Zombie                                  | 2009    | Kerberos Productions                              | Windows                                       |
| Frontline: Fields of Thunder                 | 2007    | Nival Interactive                                 | Windows                                       |
| Galactic Assault: Prisoner of Power          | 2007    | Wargaming.net                                     | Windows                                       |
| Galactic Civilizations II: Dread Lords       | 2006    | Stardock                                          | Windows                                       |
| A Game of Dwarves                            | 2012    | Zeal Game Studio                                  | Windows, PlayStation 3                        |
| Gettysburg: Armored Warfare                  | 2012    | Radioactive Software                              | Windows                                       |
| Heart of Empire: Rome                        | Nedlagt | Deep Red Games                                    | Windows                                       |
| Hearts of Iron                               | 2002    | Paradox Development Studio                        | Windows                                       |
| Hearts of Iron II                            | 2005    | Paradox Development Studio                        | Windows                                       |
| Hearts of Iron III                           | 2009    | Paradox Development Studio                        | Windows, OS X                                 |
| Hearts of Iron IV                            | 2016    | Paradox Development Studio                        | Windows, OS X, Linux                          |
| Hearts of Iron - The Card Game               | 2011    | Paradox Development Studio                        | Windows                                       |
| Imperator: Rome                              | 2019    | Paradox Development Studio                        | Windows, OS X, Linux                          |
| Impire                                       | 2013    | Cyanide Studios                                   | Windows                                       |
| Infinity Empire                              | 2006    | Typhoon Games                                     | Windows                                       |
| King Arthur: The Role-playing Wargame        | 2009    | NeocoreGames                                      | Windows                                       |
| King Arthur II: The Role-playing Wargame     | 2012    | NeocoreGames                                      | Windows                                       |
| Knights of Honor                             | 2004    | Black Sea Studios                                 | Windows                                       |
| Knights of Pen & Paper                       | 2012    | Behold Studios                                    | Windows, OS X, Linux, iOS, Android            |
| Knights of Pen & Paper 2                     | 2015    | Kyy Games                                         | Windows, OS X, Linux, iOS, Android            |
| Lead and Gold                                | 2010    | Fatshark                                          | Windows, PlayStation 3                        |
| Legio                                        | 2010    | Mezmer Games                                      | Windows                                       |
| Legion                                       | 2002    | Strategy First, Inc.                              | Windows                                       |
| Leviathan: Warships                          | 2013    | Pieces Interactive                                | Windows, OS X, iOS, Android                   |
| Lionheart: Kings' Crusade                    | 2010    | NeocoreGames                                      | Windows                                       |
| Lost Empire                                  | 2007    | Pollux Gamelabs                                   | Windows                                       |
| Lost Empire: Immortals                       | 2008    | Pollux Gamelabs                                   | Windows                                       |
| Magicka                                      | 2011    | Arrowhead Game Studios                            | Windows                                       |
| Magicka 2                                    | 2015    | Pieces Interactive                                | Windows, PlayStation 4, OS X, Linux           |
| Magna Mundi                                  | Nedlagt | Universo Virtual                                  | Windows                                       |
| Majesty: The Fantasy Kingdom Sim             | 2000    | Cyberlore Studios                                 | Windows                                       |
| Majesty 2: The Fantasy Kingdom Sim           | 2009    | 1C spelföretag                                    | Windows                                       |
| March of the Eagles                          | 2013    | Paradox Development Studio                        | Windows                                       |
| Mount & Blade                                | 2008    | TaleWorlds                                        | Windows                                       |
| Mount & Blade: Warband                       | 2010    | TaleWorlds                                        | Windows, OS X, Linux                          |
| Mount & Blade: With Fire & Sword             | 2011    | TaleWorlds                                        | Windows                                       |
| Mutant Chronicles Online                     | Nedlagt | Imaginations FZ LLC                               | Windows                                       |
| Napoleon's Campaigns                         | 2007    | Ageod                                             | Windows                                       |
| Naval War: Arctic Circle                     | 2012    | Turbo Tape Games                                  | Windows                                       |
| Penumbra: Black Plague                       | 2008    | Frictional Games                                  | Windows                                       |
| Penumbra: Overture                           | 2007    | Frictional Games                                  | Windows                                       |
| Penumbra: Requiem                            | 2008    | Frictional Games                                  | Windows                                       |
| Perimeter: Emperor's Testament               | 2005    | KD Labs                                           | Windows                                       |
| Pillars of Eternity                          | 2015    | Obsidian Entertainment                            | Windows, OS X, Linux                          |
| Pirates of Black Cove                        | 2011    | Nitro Games                                       | Windows                                       |
| Pride of Nations                             | 2011    | AGEOD                                             | Windows                                       |
| Prison Architect: Mobile                     | 2017    | Introversion Software                             | iOS, Android                                  |
| Restaurant Empire 2                          | 2009    | Enlight Software                                  | Windows                                       |
| Rise of Prussia                              | 2010    | Paradox France                                    | Windows                                       |
| Runemaster                                   | Nedlagt | Paradox Interactives                              | Windows                                       |
| Rush for Berlin                              | 2006    | StormRegion                                       | Windows                                       |
| Salem                                        | 2011    | Seatribe                                          | Windows                                       |
| Sengoku                                      | 2011    | Paradox Development Studio                        | Windows                                       |
| Ship Simulator Extremes                      | 2010    | VSTEP                                             | Windows                                       |
| The Showdown Effect                          | 2013    | Arrowhead Game Studios                            | Windows, OS X                                 |
| Silent Heroes                                | 2006    | Dark Fox                                          | Windows                                       |
| Starvoid                                     | 2012    | Zeal Game Studios                                 | Windows                                       |
| Steel Division: Normandy 44                  | 2017    | Eugen Systems                                     | Windows                                       |
| Stellaris                                    | 2016    | Paradox Development Studio                        | Windows, OS X, Linux                          |
| Supreme Ruler 2020                           | 2008    | BattleGoat Studios                                | Windows                                       |
| Supreme Ruler Ultimate                       | 2014    | BattleGoat Studios                                | Windows, OS X                                 |
| Supreme Ruler 1936                           | 2014    | BattleGoat Studios                                | Windows                                       |
| Supreme Ruler 2020: Global Crisis            | 2008    | BattleGoat Studios                                | Windows                                       |
| Supreme Ruler Cold War                       | 2011    | BattleGoat Studios                                | Windows                                       |
| Surviving Mars                               | 2018    | Haemimont Games                                   | Windows, OS X, Linux, PlayStation 4, Xbox One |
| Svea Rike                                    | 1997    | Target Games                                      | Windows, Classic Mac OS                       |
| Svea Rike II                                 | 1998    | Target Games                                      | Windows, Classic Mac OS                       |
| Svea Rike III                                | 2000    | Paradox Entertainment                             | Windows                                       |
| Sword of the Stars: A Murder of Crows        | 2008    | Kerberos Productions                              | Windows                                       |
| Sword of the Stars: Argos Naval Yard         | 2009    | Kerberos Productions                              | Windows                                       |
| Sword of the Stars II: The Lords of Winter   | 2011    | Kerberos Productions                              | Windows                                       |
| Take Command: 2nd Manassas                   | 2006    | MadMinute Games                                   | Windows                                       |
| Tarr Chronicles                              | 2007    | Quazar Studio                                     | Windows                                       |
| Trainz                                       | 2008    | N3V Games                                         | Windows                                       |
| Tyranny                                      | 2016    | Obsidian Entertainment                            | Windows, OS X, Linux                          |
| Two Thrones                                  | 2004    | Paradox Entertainment                             | Windows                                       |
| UFO: Extraterrestrials                       | 2007    | Chaos Concept                                     | Windows                                       |
| Valhalla Chronicles                          | 2003    | Big City Games                                    | Windows                                       |
| Victoria                                     | 2003    | Paradox Development Studio                        | Windows                                       |
| Victoria II                                  | 2010    | Paradox Development Studio                        | Windows                                       |
| Victoria 3                                   | 2022    | Paradox Development Studio                        | Windows                                       |
| War of the Roses                             | 2012    | Fatshark                                          | Windows                                       |
| War of the Vikings                           | 2014    | Fatshark                                          | Windows                                       |
| Warlock: Master of the Arcane                | 2012    | 1C spelföretag                                    | Windows                                       |
| Warlock II: The Exiled                       | 2014    | 1C spelföretag (Ino-Co Plus)                      | Windows, OS X, Linux                          |
| Woody Two-Legs: Attack of the Zombie Pirates | 2010    | Nitro Games                                       | Windows                                       |
| World War One                                | 2008    | AGEOD                                             | Windows                                       |
| Empire of Sin                                | 2020    | Romero Games                                      |                                               |
| Surviving the Aftermath                      | 2020    | Iceflake Studios                                  |                                               |
| The Lamplighters League                      | 2023    | Harebrained Schemes                               |                                               |
| Age of Wonders 4                             | 2023    | Triumph Studios                                   |                                               |
| Cities Skylines II                           | 2023    | Colossal Order                                    |                                               |
| Star Trek: Infinite                          | 2023    | Nimble Giant Entertainment                        |                                               |
| Millennia                                    | 2024    | C Prompt Games                                    |                                               |
| Vampire: The Masquerade – Bloodlines 2       | 2025    | The Chinese Room                                  |                                               |
| Life by You                                  | Nedlagt | Paradox Tectonic                                  |                                               |

### Som Target Games
- Game Genie (NES) - Target Games distribuerade Codemasters fuskadapter i Sverige och Norge.

## Fotnoter
1. 1 2  ”Paradox Interactive AB publishes annual report for 2024”. 9 april 2025. https://www.paradoxinteractive.com/investors/financial-reports/paradox-interactive-ab-publishes-annual-report-for-2024. Läst 10 maj 2025.
2. ↑   PC Gamer: Paradox sales are 90% digital "We don’t really need retailers any more” says CEO Arkiverad 14 januari 2013 hämtat från the Wayback Machine.
3. ↑  Skövde Nyheter: Paradox tror på en expansiv framtid Arkiverad 10 juni 2020 hämtat från the Wayback Machine.
4. ↑  Paradox öppnar ny datorspelstudio i Umeå Arkiverad 1 oktober 2015 hämtat från the Wayback Machine. Infotech Umeå
5. 1 2  ”Paradox köper rollspelsjätte”. digital.di.se/. Arkiverad från originalet den 30 oktober 2015. https://web.archive.org/web/20151030140222/http://digital.di.se/artikel/paradox-koper-rollspelsjatte. Läst 29 oktober 2015.
6. ↑  ”Paradox Interactive buys ‘Vampire: The Masquerade’ publisher White Wolf from CCP”. VentureBeat. http://venturebeat.com/2015/10/29/paradox-interactive-buys-vampire-the-masquerade-publisher-white-wolf-from-ccp/. Läst 29 oktober 2015.
7. ↑  ”Paradox today commences trading on Nasdaq First North Premier - Paradox Interactive”. www.paradoxinteractive.com. https://www.paradoxinteractive.com/media/press-releases/press-release/paradox-today-commences-trading-on-nasdaq-first-north-premier. Läst 24 maj 2021.
8. ↑  ”Paradox Interactive acquires Triumph Studios” (på amerikansk engelska). Paradox Interactive - Global Games Publisher. 30 juni 2017. https://www.paradoxinteractive.com/media/press-releases/press-release/paradox-interactive-acquires-triumph-studios. Läst 28 juni 2021.
9. ↑  ”Paradox Interactive acquires 33% of Blacklight developer Hardsuit Labs” (på brittisk engelska). MCV. https://www.mcvuk.com/paradox-interactive-acquires-33-of-blacklight-developer-hardsuit-labs/. Läst 29 april 2019.
10. ↑  ”Paradox Interactive to acquire Seattle-based Harebrained Schemes” (på amerikansk engelska). Paradox Interactive - Global Games Publisher. https://www.paradoxinteractive.com:443/en/paradox-interactive-to-acquire-seattle-based-harebrained-schemes/. Läst 29 april 2019.
11. ↑  Kerr, Chris (13 februari 2018). ”Paradox CEO Fredrik Wester is stepping down after nine years”. Gamasutra. Arkiverad från originalet den 14 februari 2018. https://web.archive.org/web/20180214073247/https://www.gamasutra.com/view/news/314621/Paradox_CEO_Fredrik_Wester_is_stepping_down_after_nine_years.php. Läst 10 maj 2025.
12. ↑  Handrahan, Matthew (31 juli 2018). ”Paradox Interactive chooses development over stagnation with CEO switch”. GamesIndustry.biz. Arkiverad från originalet den 10 januari 2019. https://web.archive.org/web/20190110073801/https://www.gamesindustry.biz/articles/2018-07-31-paradox-interactive-chooses-development-over-stagnation-with-ceo-switch. Läst 10 maj 2025.
13. 1 2  Batchelor, James (19 november 2018). ”Paradox taking control of White Wolf after Vampire: The Masquerade LGBTQ+ controversy”. GamesIndustry.biz. Arkiverad från originalet den 5 september 2019. https://web.archive.org/web/20190905173257/https://www.gamesindustry.biz/articles/2018-11-19-paradox-taking-control-of-white-wolf-after-vampire-the-masquerade-lgbtq-controversy. Läst 10 maj 2025.
14. ↑  Rod Humble Joins Paradox Interactive as Lead of New Development Studio in California Paradox Interactive
15. 1 2  Sinclair, Brendan (1 juni 2020). ”Paradox opening Barcelona studio”. GamesIndustry.biz. Arkiverad från originalet den 1 juni 2020. https://web.archive.org/web/20200606043855/https://www.gamesindustry.biz/articles/2020-06-01-paradox-opening-barcelona-studio. Läst 10 maj 2025.
16. ↑  ”Paradox Interactive Acquires Paris-based Playrion Game Studio” (på amerikansk engelska). Paradox Interactive - Global Games Publisher. https://www.paradoxinteractive.com/media/press-releases/press-release/paradox-interactive-acquires-paris-based-playrion-game-studio. Läst 2 juli 2020.
17. ↑  ”Paradox Interactive Acquires Finland-based Iceflake Studios” (på amerikansk engelska). Paradox Interactive - Global Games Publisher. https://www.paradoxinteractive.com/media/press-releases/press-release/paradox-interactive-acquires-finland-based-iceflake-studios. Läst 17 juli 2020.
18. ↑  ”Paradox tecknar kollektivavtal med Unionen och Saco”. Dagens Industri. 3 juni 2020. https://www.di.se/live/paradox-tecknar-kollektivavtal-med-unionen-och-saco/. Läst 10 maj 2025.
19. ↑  Myrén Jonny (2 september 2021). ”Ebba Ljungerud avgår som VD för Paradox Interactive - "Meningsskiljaktigheter"”. FZ. https://www.fz.se/nyhet/287688-ebba-ljungerud-avgar-som-vd-for-paradox-interactive-meningsskiljaktigheter. Läst 10 maj 2025.
20. ↑  Dealessandri, Marie (2 september 2021). ”Paradox CEO Ebba Ljungerud leaves due to "differing views on company strategy"”. GamesIndustry.biz. https://www.gamesindustry.biz/articles/2021-09-02-paradox-ceo-ebba-ljungerud-leaves-due-to-differing-views. Läst 12 maj 2025.
21. ↑  Grubb, James (30 juni 2017). ”Paradox Interactive acquires Age of Wonders dev Triumph Studios”. Gamesbeat. https://venturebeat.com/pc-gaming/paradox-interactive-acquires-age-of-wonders-dev-triumph-studios/. Läst 10 maj 2025.
22. ↑  ”Paradox Interactive Acquires Paris-based Playrion Game Studio”. Paradox Interactive. 2 juli 2020. https://www.paradoxinteractive.com/media/press-releases/press-release/paradox-interactive-acquires-paris-based-playrion-game-studio. Läst 10 maj 2025.
23. ↑  ”Paradox Interactive Acquires Finland-based Iceflake Studios”. Paradox Interactive. 17 juli 2020. https://www.paradoxinteractive.com/media/press-releases/press-release/paradox-interactive-acquires-finland-based-iceflake-studios. Läst 10 maj 2025.
24. ↑  ”Paradox Interactive acquires Haemimont Games”. News Powered by Cision. 6 februari 2025. https://news.cision.com/paradox-interactive-ab/r/paradox-interactive-acquires-haemimont-games,c4101380. Läst 10 maj 2025.
25. ↑  Skövde Science Park (15 februari 2012). ”Håhus återvänder och startar Paradox South i Gothia Science Park”. MyNewsDesk. https://www.mynewsdesk.com/se/scienceparkskovde/pressreleases/haahus-aatervaender-och-startar-paradox-south-i-gothia-science-park-732581. Läst 10 maj 2025.
26. ↑  ”Paradox South AB”. Sök företag. Bolagsverket. https://foretagsinfo.bolagsverket.se/sok-foretagsinformation-web/foretag/5568813777/foretagsform/AB. Läst 10 maj 2025.
27. 1 2  Obedkov, Evgeny (5 april 2023). ”Paradox Interactive shuts down two studios behind Crusader Kings 3 and Stellaris DLCs”. Game World Observer. https://gameworldobserver.com/2023/04/05/paradox-closes-two-studios-arctic-thalassic. Läst 10 maj 2025.
28. ↑  Chalk, Andy (17 oktober 2023). ”Harebrained Schemes is independent again: Paradox parts ways with the studio less than a week after confirming major layoffs earlier this year”. PC Gamer. https://www.pcgamer.com/harebrained-schemes-is-independent-again-paradox-parts-ways-with-the-studio-less-than-a-week-after-confirming-major-layoffs-earlier-this-year/. Läst 10 maj 2025.
29. ↑  Yin-Poole, Wesley (18 juni 2024). ”Paradox Shuts Down Tectonic After Canceling Life by You”. IGN. https://nordic.ign.com/life-by-you/83808/news/paradox-shuts-down-tectonic-after-canceling-life-by-you. Läst 10 maj 2025.